# Мендзижече (Підляське воєводство)
Мендзижече (пол. Międzyrzecze) — село в Польщі, у гміні Супрасль Білостоцького повіту Підляського воєводства.
У 1975-1998 роках село належало до Білостоцького воєводства.